# Skills en Masse
Skills en Masse war ein deutsches Hip-Hop-Duo, bestehend aus den Geschwistern Meli (Melanie Wharton, * 1980) und Marcy (Marcel Wharton, * 1978). Die Gruppe existierte von etwa 1996 bis 2001 und veröffentlichte die Single Wie wir und mehrere Kollaborationen.

## Geschichte
Die Geschwister wurden im englischen West Sussex geboren. Ihr Vater ist aus der Karibik und ihre Mutter Deutsche. Nach der Trennung der Eltern kamen die Geschwister 1986 nach Stuttgart. Über einen weiteren Bruder namens Donato Wharton, der Gitarrist bei der Gruppe Freundeskreis war, konnte über ein Demo-Tape Kontakt zur Stuttgarter Szene geschlossen werden. 1999 wurde ein Plattenvertrag mit dem Label Kopfnicker Records geschlossen, und die Single Wie wir kam in die Charts. Es gab zuvor eine Single mit Stieber Twins (Taler, Taler) und danach mit Massive Töne (2 Mille).
2001 erschien das Solodebüt von Meli, welches zwar als Skills en Masse betitelt war, aber mit dem ursprünglichen Rap-Duo nichts mehr gemein hatte; letztlich rappte Marcy bei zwei Titeln mit. Meli blieb als Solokünstlerin weiterhin aktiv und sang Titel mit Afrob, Gentleman und bei den Gruppen Ischen Impossible, Sisters Keepers und Sisters.